# Christophorus Becker
Christophorus Edmund Becker, SDS, (* 20. Oktober 1875 in Elsoff als Christoph Edmund Becker; † 30. März 1937 in Würzburg) war ein deutscher Missionar und Hochschullehrer. Er gründete in Würzburg das Missionsärztliche Institut, dessen erster Direktor er wurde.

## Leben
Bereits während seiner Zeit am Gymnasium interessierte sich Christoph Becker für die Mission und trat im Alter von 14 Jahren der Gesellschaft des Göttlichen Heilands (Salvatorianer) bei, wo er den Ordensnamen Christophorus erhielt, den er fortan als Rufnamen führte. Nach dem Abitur studierte er Philosophie und Theologie an der Universität Rom und promovierte zum Dr. theol. et phil. 1898 erhielt er die Priesterweihe, und 1900 wurde er Dozent in Meran.
Im Jahre 1906 wurde er zum apostolischen Präfekten von Assam in Indien ernannt und daraufhin in der Salvatorianermission tätig. Nachdem er im Ersten Weltkrieg von den Engländern verhaftet worden war, kehrte er 1916 in das Deutsche Reich zurück, wo er an die Westfront ging, um dort als Feldprediger tätig zu werden.
Da sich sein Gesundheitszustand verschlechtert hatte, kehrte er nicht mehr nach Indien zurück, sondern gründete mit Eduard Bundschuh, Chefarzt am Würzburger Juliusspital, Ende 1922 in Würzburg das Missionsärztliche Institut, dessen Direktor er wurde. Bereits im Januar 1921 hatte er eine Anfrage beim Oberpflegeamt der Stiftung Juliusspital Würzburg getätigt, ob er hierfür die Unterstützung des Juliusspitals erwarten könne. Im Julis 1921 kam Becker zum Katholikentag nach Würzburg und im November 1921 besuchte er mit Repräsentanten des Juliusspitals das als Vorbild für das geplante Missionsärztliche betrachtete Deutsche Institut für ärztliche Mission. Das am 3.  Dezember 1922 eröffnete Missionsärztliche Institut spezialisierte sich auf die medizinische Ausbildung von Fachkräften für die Mission.
Im Jahre 1925 wurde Becker Dozent für Missionswissenschaften an der Universität Würzburg. Er hatte eine Honorarprofessur inne.
In Würzburg wohnte er in der Salvatorstraße 7, wo das Missionsärztliche Institut noch heute seinen Sitz hat.

## Veröffentlichungen (Auswahl)
- als Hrsg.: Missionsärztliche Kulturarbeit. Grundsätzliches und Geschichtliches. Stürtz, Würzburg 1928.
- Die ältere Schwester der Jubilarin, das Juliusspital in Würzburg. In: Das schöne Franken. Band 3, 1932, S. 74.